# Rachel Howard
Rachel Howard (Auckland, 30 de novembro de 1977) é uma futebolista profissional neozelandesa que atua como goleira.

## Carreira
Rachel Howard fez parte do elenco da Seleção Neozelandesa de Futebol Feminino, nas Olimpíadas de 2008. 